# Duhiv, Kremeneț
Duhiv (în ucraineană Духів) este un sat în comuna Horînka din raionul Kremeneț, regiunea Ternopil, Ucraina.

## Demografie
Componența lingvistică a localității Duhiv
     Ucraineană (98,96%)
     Rusă (1,04%)
Conform recensământului din 2001, majoritatea populației localității Duhiv era vorbitoare de ucraineană (98,96%), existând în minoritate și vorbitori de rusă (1,04%).